# Cicada 3301
Cicada 3301 is een mysterieuze online-organisatie, die vanaf 2012 met enkele internetpuzzels internationale bekendheid kreeg. De vraagstukken lagen met name op het gebied van steganografie, verborgen informatie in onschuldig ogende objecten.
De eerste internetpuzzel was in januari 2012 online gezet op een forum met een praktisch lege foto. De begeleidende tekst luidde als volgt:
Hello. We are looking for highly intelligent individuals. To find them, we have devised a test. There is a message hidden in this image. Find it, and it will lead you on the road to finding us. We look forward to meeting the few that will make it all the way through. Good luck. 3301

(Hallo. Wij zoeken hyperintelligente personen. Om ze te vinden hebben we een test bedacht. In deze afbeelding zit een boodschap verborgen. Als je die vindt, ben je op de juiste weg om ons te vinden. We kijken ernaar uit om de weinige mensen te ontmoeten die uiteindelijk de hele weg weten af te leggen. Succes. 3301)
Om het mysterie op te lossen moest een weg worden gezocht via het dark web en ook langs echte locaties. Hierbij werden de deelnemers steeds weer geconfronteerd met nieuwe puzzels. De eerste zoektocht duurde zo een maand lang. In de twee opvolgende jaren, 2013 en 2014, startte begin januari een zelfde soort puzzel. In 2015 was het stil maar in begin 2016 was er weer een internetpuzzeltocht, die begon met een aanwijzing op Twitter.